# Bernd Dreher
Bernd Dreher (Leverkusen, 2 de novembro de 1966) é um ex-futebolista alemão que atuava como goleiro.

## Carreira
Dreher iniciou a carreira profissional em 1986, no Bayer Leverkusen, onde atuou por 4 anos, alternando entre goleiro reserva e terceira opção ao gol com Andreas Nagel - Rüdiger Vollborn era o titular absoluto. No período, fez apenas 9 partidas e foi campeão da Copa da UEFA de 1987–88.
Viveu seu melhor momento no então Bayer Uerdingen (atual KFC Uerdingen 05), onde jogou 201 partidas entre 1990 e 1996, embora não tivesse conquistado nenhum título. Suas atuações o levaram ao poderoso Bayern de Munique, que o contratou para ser reserva de Oliver Kahn. Em 8 temporadas, foram apenas 11 jogos disputados.
Aposentado do futebol em 2003, virou treinador de goleiros do Bayern, trabalhando com o lendário Sepp Maier. Porém, quando Kahn e Michael Rensing se machucaram, Dreher foi tirado "às pressas" da aposentadoria para alinhar como titular contra o Wolfsburg pela Bundesliga, e recebeu um contrato de 1 ano para continuar a jogar pelo Bayern, fazendo mais uma partida em 2007, agora contra o Mainz, que inclusive foi a última de sua carreira. Permaneceria na comissão técnica do clube até 2008, quando encerrou em definitivo a carreira de jogador.
Desta vez, apenas como treinador de goleiros, assinou com o Schalke 04, onde permaneceu até 2012 - chegou a ter uma curta experiência como auxiliar-técnico em 2011. Entre 2015 e 2016, exerceu o cargo no SV Austria Salzburg e no Reutlingen, clube da quinta divisão alemã. 
Ele ainda trabalharia na comissão técnica do Ludogorets Razgrad, entre janeiro de 2017 e agosto de 2018. Seu último traballho foi no Türkgücü München, que disputava na época a 3. Fußball-Liga (terceira divisão alemã), ficando apenas 2 meses no clube.

## Títulos
Bayer Leverkusen
- Copa da UEFA: 1987–88

Bayern de Munique
- Bundesliga: 1996–97, 1998–99, 1999–00, 2000–01, 2002–03, 2005–06, 2007–08
- Copa da Alemanha: 1997–98, 1999–00, 2002–03, 2005–06, 2007–08
- Copa da Liga Alemã: 1997, 1998, 1999, 2000, 2007
- Liga dos Campeões da UEFA: 2000–01
- Copa Intercontinental: 2001